# 核ミサイル
核ミサイル（）は、核弾頭（核兵器）を搭載したミサイルのこと。核兵器運搬手段の1つ。多くの場合、誘導装置を持つミサイルだけでは無く、無誘導のロケット弾を分類に含める。

## 概要
原子爆弾が開発された第二次世界大戦当時、それは航空機から投下する航空爆弾であった。弾道ミサイルは誕生したばかりで、爆撃精度、搭載量共に不足しており、またその技術はナチス・ドイツが独占していたため、他の国が利用することは出来なかった。
戦争の終結と共に技術が拡散し、各国が研究を進める中で最初に大型弾道ミサイル開発に成功したのはソビエト連邦だった。そしてソ連が1949年に原子爆弾を手にすると、両者が組み合わされて最初の大陸間弾道ミサイルであるR-7が開発され、アメリカ合衆国を目標に配備されることになる。
戦後すぐの頃の米国には巨大な航空機開発力とその成果である新鋭航空機、戦争を戦いぬいた強力な空軍部隊の存在があり、当時の核戦力は爆撃機部隊が中心となって担っていた。後にB-36となる巨大爆撃機10-10ボマーの開発はすでに戦争中から行われていたうえ、ドイツの後退翼理論を採用したジェット爆撃機の開発も始まっていた。また当時の重く大きい原子爆弾を運搬出来る大型爆撃機はアメリカとイギリスにしかなかったこともあって、弾道ミサイルの開発は急がれてはいなかった。しかしながらB-29のコピーであるTu-4の存在やR-7配備のニュースが報道されるとアメリカでも弾道ミサイルの開発に拍車がかかり、多種多様な弾道ミサイルが配備されることになる。これらのうち陸軍の長距離ミサイルは、その後に空軍に移管されて運用が一本化され、これと空軍が元々持っていた巡航ミサイルと戦略爆撃機の組み合わせによる核攻撃のミッション、および海軍の潜水艦発射弾道ミサイル搭載の原子力潜水艦を合わせて、いわゆるアメリカの「核の三本柱」が構成されることとなった。その後、国防予算の削減を目的として新型爆撃機XB-70バルキリーの開発が中止されたり、SALTやSTARTなどの軍縮の影響で陸上配備の弾道ミサイルの増加に歯止めがかかると、核戦力の比重がしだいに海軍に移る結果となっている。
結果的に核ミサイルはソ連が先鞭をつけ、その後をアメリカが追いかけ、追いついた形となった。

## 種類

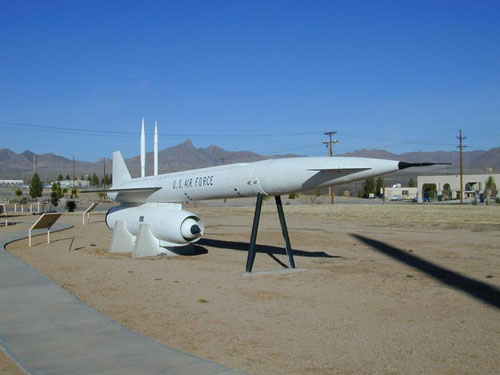
ハウンド・ドッグ空対地ミサイル(ホワイト・サンズミサイル射爆場博物館)

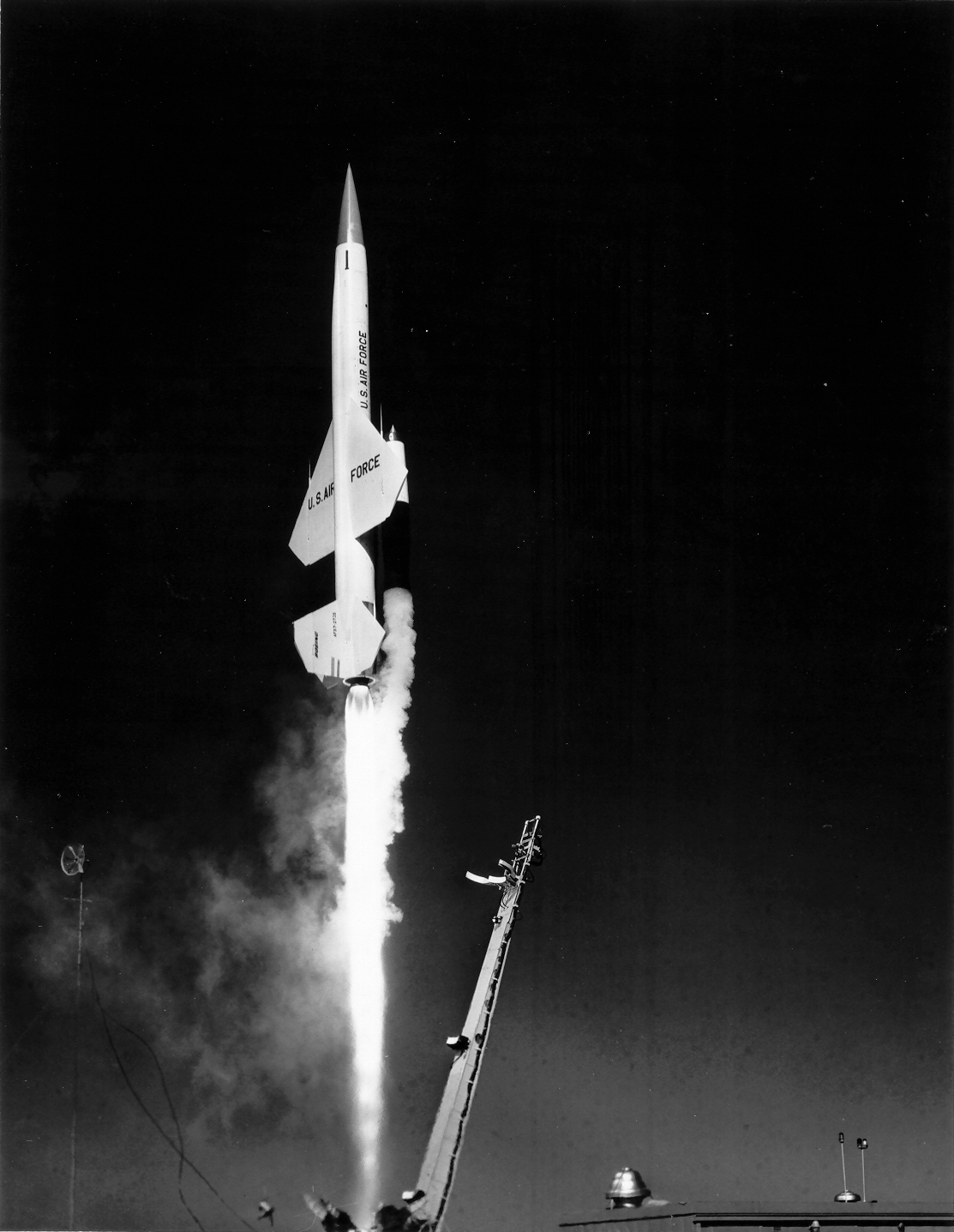
ボマーク地対空ミサイル

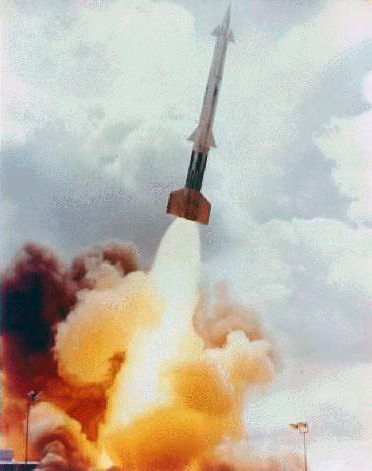
ナイキ・ゼウス（当時呼称はジュース）弾道弾迎撃ミサイル

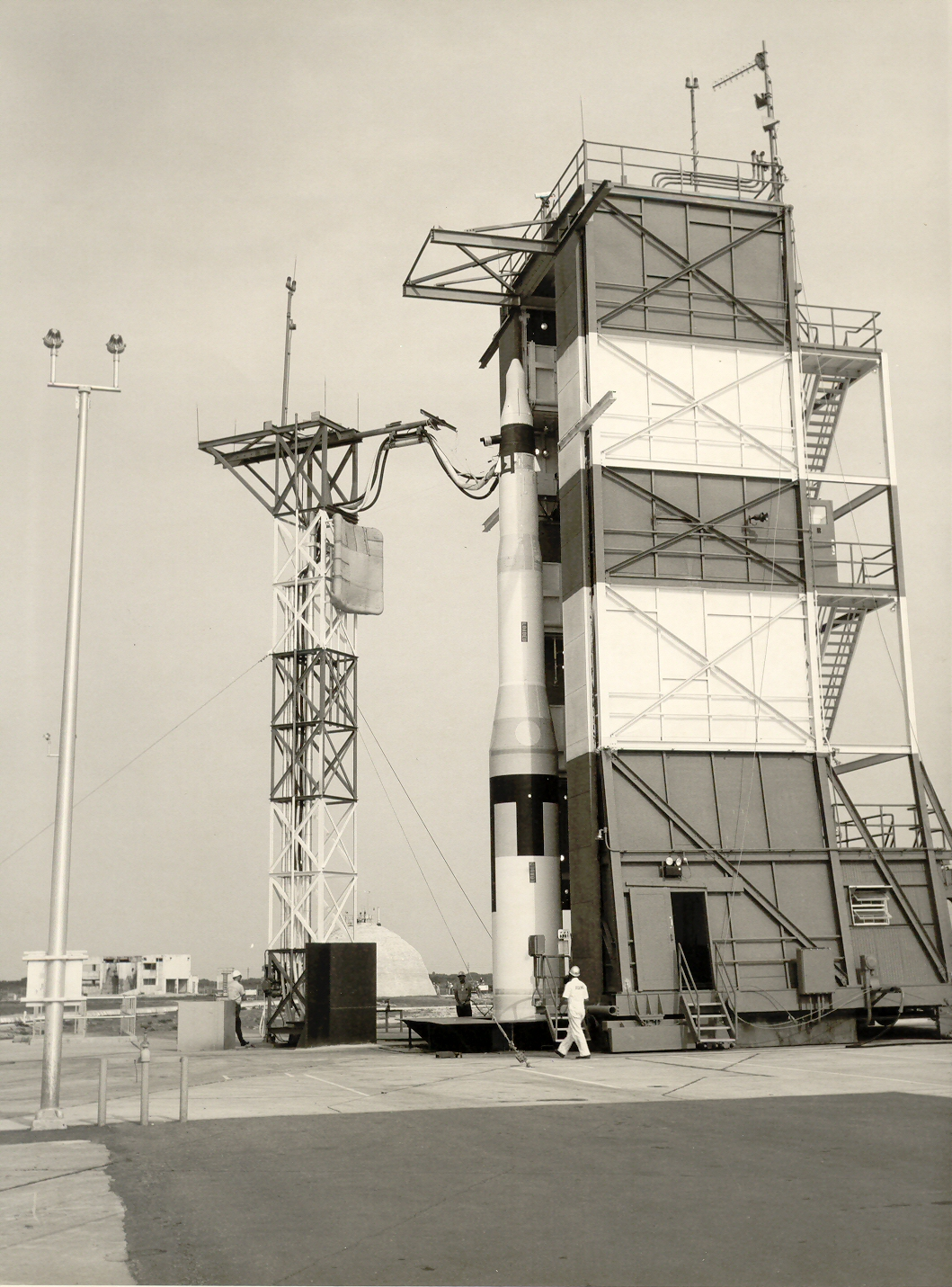
ミニットマンI型ICBM

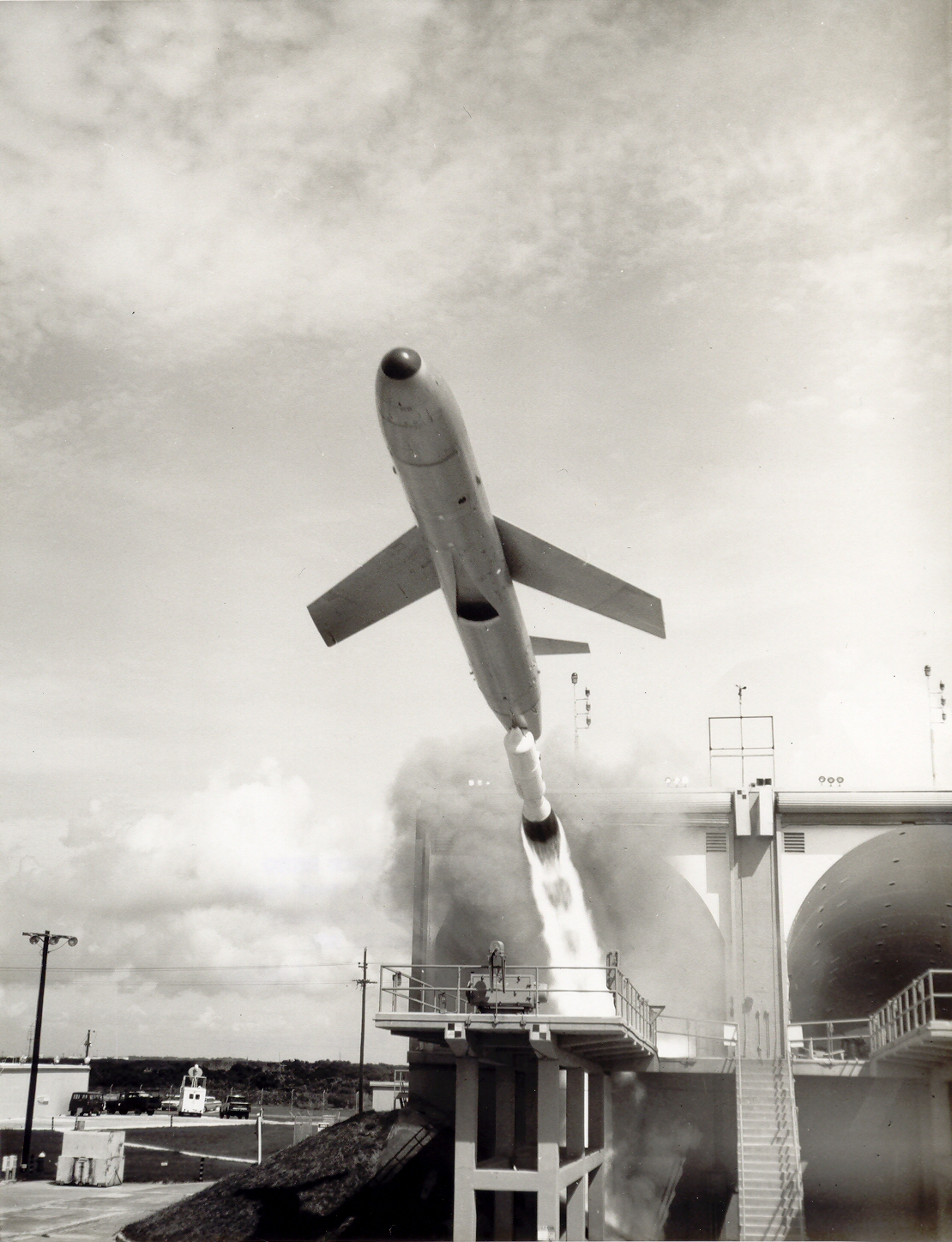
メイスB巡航ミサイル

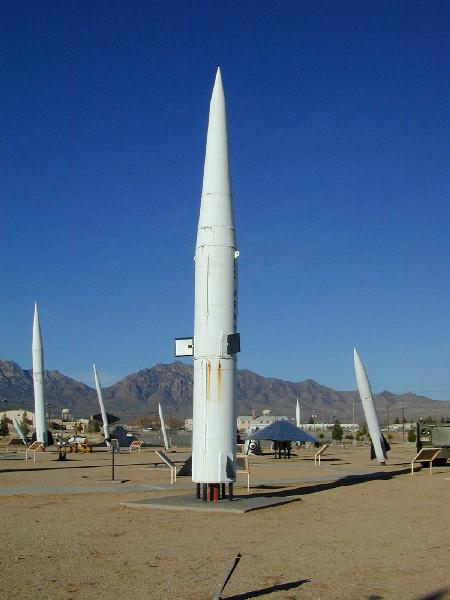
パーシングI短距離弾道ミサイイル（ホワイト・サンズミサイル射爆場博物館）

核ミサイルとは空中を動力飛行して核攻撃を加える無人兵器と考えることができる。誘導装置があればミサイルと呼ばれ、無ければロケット弾と呼ばれる。大気圏外を弾道飛行する弾道ミサイルと、大気圏内を飛行する有翼の巡航ミサイルに大きく分けられる。なお、理論的にはジェットエンジンで飛翔する無誘導の飛翔体も考えられるが、実用例は無い。
小型化や威力の増大、また水素爆弾の開発など核兵器そのものの研究が進むと、核兵器は多様な目標をもち、多様な運搬プラットフォームに搭載されるようになる。核爆弾の強大な破壊力は当時の原始的な誘導装置を補って余りあるものだった。つまり多少狙いがそれても核兵器なら相手に被害を与えることが可能となるのである。
しかしながら戦術的な核攻撃を端緒とする世界規模の核戦争が危惧され始めると各兵器への核弾頭の拡散は次第に低調になり、冷戦が終了するとアメリカやロシアの戦術核ミサイルの多くは退役することとなった。現在ではこれらの国々においては核ミサイルのほとんどが戦略兵器として使用されている。その一方でミサイル技術の拡散とともに新しい弾道ミサイルが各国で開発されており、それらの国々の中には核兵器の開発に成功した国もある。これらの国々では核ミサイルが運用されているものと考えられている。

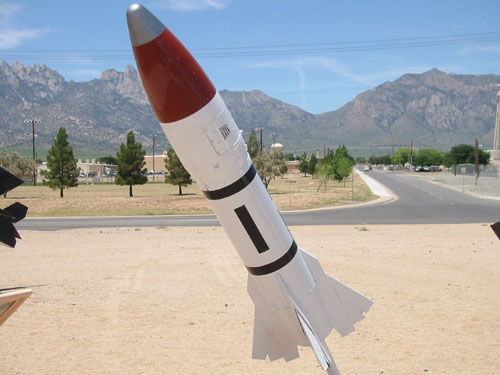
ジーニ核ロケット弾(ホワイト・サンズミサイル射爆場博物館)

空対空ミサイル
小型核兵器を用いて、密集して飛んでいる敵爆撃機部隊をまとめて破壊する兵器。
アメリカでは空対空核ロケット弾ジーニ、空対空核ミサイルである核ファルコンなどが実用化された。
空対地ミサイル
巡航ミサイルを爆撃機に搭載し、敵国深く侵攻して攻撃するアイデアは第二次世界大戦中からあった。戦後は核弾頭を付けて戦略兵器とすることが考えられた。当時は大型弾道ミサイルを開発している真っ最中であり、その将来は不透明であったため、特にアメリカでは有翼の巡航ミサイルのほうが将来の本命と見られていたようだ。
この方式のミサイルとしてはラスカル、ハウンド・ドッグ、SRAM、ALCMなどがある。ソ連でもバックファイヤーやブラックジャックといったジェット爆撃機に搭載される各種の巡航ミサイルの存在が知られている。米ソ以外ではイギリスがブルースチールを運用したし、フランスがASMPを運用している。
地対空ミサイル
ソ連はアメリカの戦略爆撃機部隊の迎撃用に核弾頭を備えた地対空ミサイルを配備していた。
アメリカもまた陸軍のナイキ・ハーキュリーズや空軍のボマークに核弾頭を用意していた。
弾道弾迎撃ミサイル (ABM)
ABMは、運用形態としては地対空ミサイルである。初期のABMは例外無く核弾頭装備であった。これは現在のBMDでも問題になっているように、相対速度が極めて大きくなる弾道弾迎撃任務ではリアクションタイムが極めて短いため、必中を期して危害半径を大きく取れる核弾頭が採用されたのである。
アメリカでは高空迎撃用としてナイキ・ゼウス（開発中止）、同じくスパルタン、低空用のスプリントなどが開発された。ソ連でもABMが開発されたが、その後のABM条約によってアメリカはミサイルの運用を中止、ソ連はモスクワ周辺に少数を配備するにとどめた。当時は核爆発に伴う電磁パルス（EMP）擾乱が良く知られておらず、また死の灰（Fall out）の存在を考えると、自国上空でABMを使用した場合、たとえ迎撃に成功しても自国の被害はかなり大きな物になったと考えられる。
戦略地対地弾道ミサイル
核弾頭を持つ戦略核兵器である長射程の弾道ミサイルは各国で開発、運用されている。
- 大陸間弾道ミサイル（ICBM）
- 中距離弾道ミサイル（IRBM）
- 準中距離弾道ミサイル（MRBM）
- 潜水艦発射弾道ミサイル（SLBM）
- 空中発射弾道ミサイル（ALBM）

航空機から発射され、弾道飛行するミサイル。アメリカはスカイボルトというALBMを開発していたが、結局計画はキャンセルされた。この影響でスカイボルトを導入する予定だったイギリスは核戦力体系を見直す羽目になり、1962年に首脳同士の会談で当時のケネディ大統領がマクミラン首相にポラリスSLBMの売却を提案し、これを受け入れたイギリスは核戦力の主力を空軍から海軍に移すことになる。
戦略地対地巡航ミサイル
この種のミサイルは主にアメリカ空軍で開発、運用されている。ナバホ、マタドール、メイス、スナークなどが運用された。返還前の沖縄には中国国内を目標にメースBが配備されていたし、巨大なスナークは射程8,800kmに達し、北アメリカから直接中国やソ連を攻撃することが可能で、空軍では大陸間ミサイル(ICM)と呼んだ。
またアメリカ海軍もレギュラスを開発し、原子力潜水艦に搭載して運用したほか、トマホークを開発して水上艦、潜水艦に搭載した。
部分軌道爆撃システム
ソ連は1960年代に部分軌道爆撃システム(FOBS)と呼ばれる核ミサイルを開発した。弾道ミサイルと異なり、核弾頭が衛星軌道を飛行するのが特徴である。
戦術地対地弾道ミサイル
短距離弾道ミサイル(SRBM)、及びロケット弾が戦術用途に運用されている。米国では戦術用地対地ミサイルとしてラクロス、コーポラル、サージェント、パーシングI、ランスなどがあり、核ロケット弾オネスト・ジョン、リトル・ジョンと共に陸軍で運用された。ソ連ではR-17（スカッド）を始めとする多数の地対地ミサイルが運用されたほか、地対地ロケット弾Luna-M(FROG)シリーズにも核弾頭が搭載されていたといわれる。フランスのプリュトン、イスラエルのジェリコ、パキスタンのハトフ、シャーヒーン1、中国の東風11、東風15などもこの範疇に入る。
対艦ミサイル/対潜水艦ミサイル
強力なアメリカ海軍を仮想敵とするソ連海軍には核弾頭を持つ対艦/対潜水艦兵器が多数配備されていた。核魚雷、核爆雷、そして対艦/対潜水艦核ミサイルである。これらは水上艦、潜水艦に搭載され、地上配備の海軍爆撃機部隊の空中発射対艦ミサイルと共に、寄せてくるアメリカ艦隊に飽和攻撃を加える計画だった。